# Sorgues Avignon Le Pontet Vaucluse
El Union Grand Avignon-Sorgues fue un equipo de baloncesto francés con sede en el departamento de Vaucluse, que compitió en la NM1, la tercera competición de su país. Este club nació en 2014 tras la fusión del Sorgues BC y del Union Sportive Avignon-Le Pontet y disputaba sus partidos en ambas sedes. En 2017 ambos clubes vuelven a separarse, quedándose el Sorgues en NM1 y el Avignon en NM3.

## Posiciones en liga
- 2015 - (9-NM1)
- 2016 - (11-NM1)
- 2017 - (14-NM1)

## Plantilla 2014-2015
- Datos: Q17332901